# Scotinotylus boreus
Espèce
Scotinotylus boreus est une espèce d'araignées aranéomorphes de la famille des Linyphiidae.

## Distribution
Cette espèce est endémique du Canada. Elle se rencontre au Manitoba, en Saskatchewan et en Alberta.

## Description
La femelle holotype mesure 3,0 mm.

## Publication originale
- Millidge, 1981 : The erigonine spiders of North America. Part 3. The genus Scotinotylus Simon (Araneae: Linyphiidae). Journal of Arachnology, vol. 9, p. 167-213 (texte intégral).